# Štramberk (přírodní památka)
Štramberk je přírodní památka se na východě České republiky, v Moravskoslezském kraji, na pomezí měst Kopřivnice a Štramberk.

## Poloha a historie
Památka se nachází na území Podbeskydské pahorkatiny, na ploše o výměře 41,1 hektaru. Dle Quittova dělení v klimaticky mírně teplé oblasti (označované MT9). Území přírodní památky v letech 2016 a opětovně 2018 odborně probádali Radim Kočvara spolu s Tomášem a Věrou Kouteckými a vytvořili podklad pro Krajský úřad Moravskoslezského kraje, aby mohl 26. června 2019 vydat rozhodnutí o vyhlášení přírodní památky, jež nabylo právní moci 15. srpna 2019. Radim Kočvara pro území navíc zpracoval na období od 1. ledna 2018 do 31. prosince 2031 plán péče.

## Důvod ochrany
Na vymezeném území se nacházejí významné přírodní hodnoty, jež vyžadují specializovanou ochranu. Vyskytují se zde nejenom skalní výchozy s vápnitými nebo bazickými skalními trávníky (Alysso-Sedion albi), ale rovněž panonské skalní trávníky (Stipo-Festucetalia pallentis). Naleznout lze polopřirozené suché trávníky a facie křovin na vápnitých podložích (Festuco-Brometalia), které jsou nalezištěm rostlin z čeledi vstavačovitých, dále polopřirozené suché trávníky a facie křovin na vápnitých podložích (Festuco-Brometalia) či v nížinách a podhůří oblasti extenzivních sečených luk (Arrhenatherion, Brachypodio-Centaureion nemoralis). Ve fosilních pramenech je možné zaregistrovat tvorbu pěnovců (Cratoneurion). Na vápnitých skalnatých svazích roste chasmofytická vegetace a na svazích, na sutích či v roklích suťové lesy svazu Tilio-Acerion. Nalézt lze i vzácné druhy rostlin či živořichů, mezi něž se řadí kruštík ostrokvětý (Epipactis leptochila) a drobnolistý (Epipactis microphylla), vstavač bledý (Orchis pallens), záraza vyšší (Orobanche elatior), tořič včelonosný (Ophrys apifera) nebo hlaváč lesklý (Scabiosa lucida).